# Puzzle multipyramidal
 (mai 2009).
Si vous disposez d'ouvrages ou d'articles de référence ou si vous connaissez des sites web de qualité traitant du thème abordé ici, merci de compléter l'article en donnant les références utiles à sa vérifiabilité et en les liant à la section « Notes et références ».

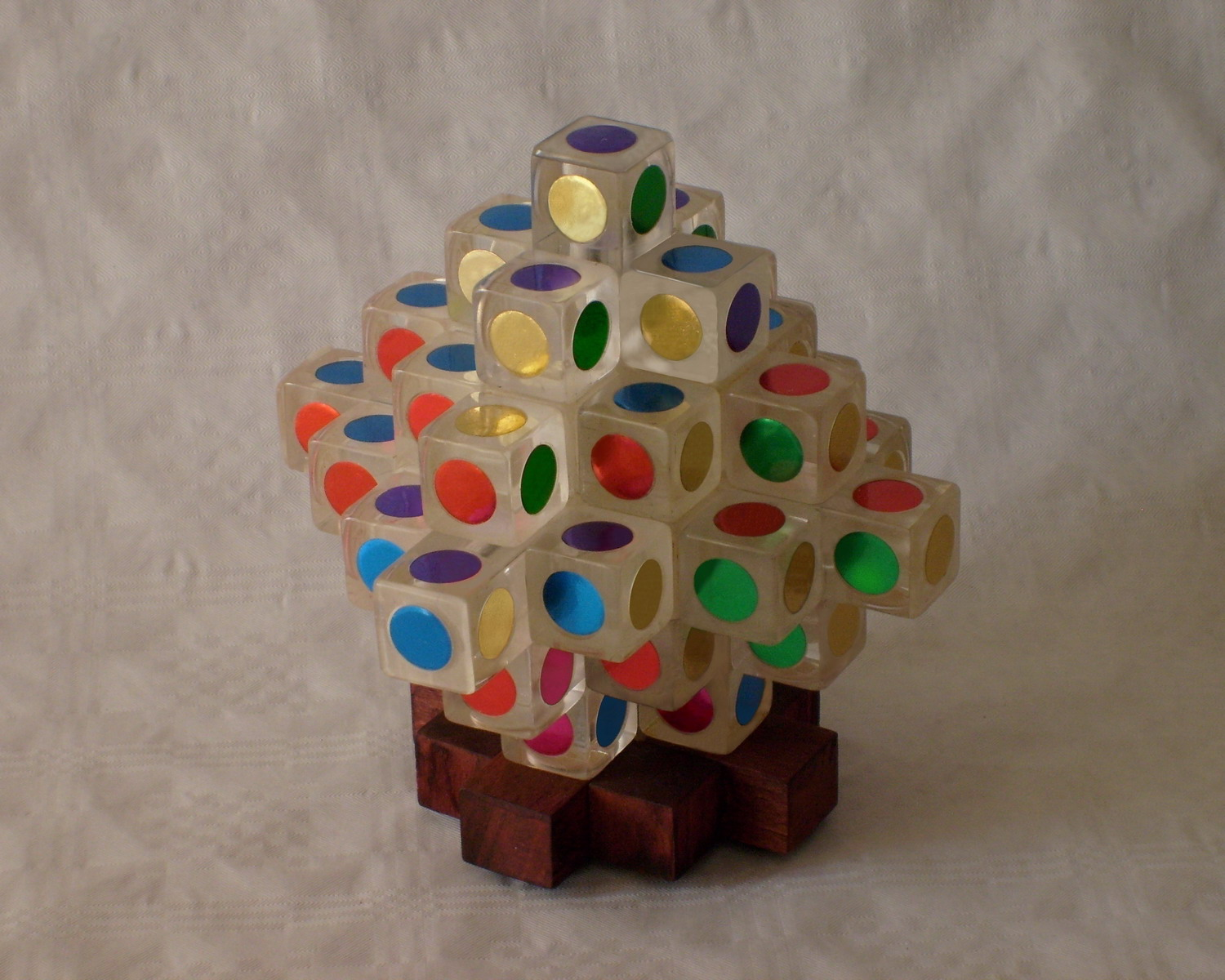
Un puzzle tridimensionnel.

Le puzzle multipyramidal ou puzzle tridimensionnel est un casse-tête basé sur des éléments mobiles, se caractérisant par sa forme, une structure cruciforme multipyramidale toujours symétrique, et par le nombre important de ses éléments, et par conséquent par la complexité de sa structure interne, c’est-à-dire son « mouvement ».
Mais sa principale caractéristique consiste dans la diversité des combinaisons réalisables avec ses 150 facettes colorées, soit 56 millions de milliards de milliards de milliards ou encore 5,6×1034 combinaisons possibles[réf. nécessaire] (contre 4,3×1019 pour le Rubik's Cube classique).

## Histoire
Le puzzle multipyramidal a été inventé en 1990. Il a été présenté en mars 1995 au Concours Lumière lors du Salon International des Inventions de Lyon et a obtenu une médaille de bronze.
Le casse-tête n’est pas fabriqué industriellement. Les rares prototypes existants sont destinés à des collectionneurs privés.

## Description technique
- Dimensions : 126 × 126 × 126 mm
- Composition : 4 types d’éléments mobiles :
  - 6 cubes sommets à 5 faces visibles
  - 24 cubes intermédiaires à 4 faces visibles
  - 8 cubes coins à 3 faces visibles
  - + 12 cubes intérieurs non visibles
- Soit au total 50 éléments et 150 faces

## Note et référence
1. ↑  Palmarès du concours d'inventions de la société lyonnaise des inventeurs en 1995, p. 4.